# Дополненная реальность
Допо́лненная реа́льность (англ. augmented reality, AR — «дополненная реальность») — результат введения в зрительное поле любых сенсорных данных с целью дополнения сведений об окружении и изменения восприятия окружающей среды.

## Сущность и происхождение
Дополненная реальность — воспринимаемая смешанная реальность, создаваемая с помощью компьютера с использованием «дополненных» элементов воспринимаемой реальности, когда реальные объекты монтируются в поле восприятия.
Среди наиболее распространенных примеров дополнения воспринимаемой реальности — параллельная лицевой цветная линия, показывающая нахождение ближайшего полевого игрока к воротам при телевизионном показе футбольных матчей, стрелки с указанием расстояния от места штрафного удара до ворот, «нарисованная» траектория полета шайбы во время хоккейного матча, смешение реальных и вымышленных объектов в кинофильмах и компьютерных или гаджетных играх и т. п.
Предположительно, термин «дополненная реальность» был предложен исследователем корпорации Boeing Томом Коделом (англ. Tom Caudell) в 1990 году. Том Кодел употреблял термин, описывая цифровые дисплеи, которые использовались при постройке самолётов. Сборщики носили с собой портативные компьютеры, могли видеть чертежи и инструкции с помощью шлемов, имеющих полупрозрачные дисплейные панели
Существует несколько определений дополненной реальности: исследователь Рональд Азума (англ. Ronald Azuma) в 1997 году определил её как систему, которая:
1. совмещает виртуальное и реальное;
2. взаимодействует в реальном времени;
3. работает в 3D.

В 1994 году Пол Милгром (англ. Paul Milgram) и Фумио Кисино (англ. Fumio Kishino) описали континуум «виртуальность-реальность» (англ. Milgram's Reality-Virtuality Continuum) — пространство между реальностью и виртуальностью, между которыми расположены дополненная реальность (ближе к реальности) и дополненная виртуальность (ближе к виртуальности). Дополненная реальность — результат добавления к воспринимаемым как элементы реального мира мнимых объектов, обычно в качестве вспомогательной информации.
Иногда в качестве синонимов используют термины «расширенная реальность», «улучшенная реальность», «обогащённая реальность», «увеличенная реальность». Такое использование названных терминов в общем случае неправильно, — термины «расширенная реальность», «увеличенная реальность», «обогащённая реальность» применимы лишь для обозначения определённых форм и аспектов практического применения дополненной реальности, тогда как применимость термина «улучшенная реальность» вовсе сомнительна.

## Механики дополненной реальности
1. Привязка к маркеру — механика, при которой объект в дополненной реальности появляется при наведении камеры на физический оригинал. Контент дополненной реальности запускается, когда в поле зрения камеры появляется определённый триггер. Маркером могут являться: изображения, логотипы, фотографии, звуки.
2. Привязка к плоскости — механика, при которой объект в дополненной реальности появляется в пространстве, привязанный к определённой точке, выбранной устройством в результате сканирования. Распознаются как горизонтальные, так и вертикальные плоскости. Такая механика применяется, когда нет необходимости держать маркер в поле зрения устройства.
3. Привязка к геолокации — механика, при которой объект в дополненной реальности появляется в определённой точке города. Маркером в таком случае является геолокация — координаты.
4. Порталы — механика, при которой в дополненной реальности появляется пространство в режиме 360°. Пространством может служить фото-, видео-материалы, а также отрисованные в графике.
5. Взаимодействие с физическим объектом — механика, при которой на физическом оригинале появляются дополнительные элементы в дополненной реальности. Триггер в такой механике — физический объект. Для этого создается цифровая копия физического объекта в 3D пространстве.
6. Интеграция реалистичных персонажей — механика, при которой реальный объект помещён в дополненную реальность. Такого эффекта можно достичь несколькими способами:   • 2D видео — реальный объект снимают на хромакее с ракурса человеческого роста, в графическом редакторе удаляется фон и изображение помещается в AR-среду под прямым углом к зрителю. При попытке зрителя обойти объект, он поворачивается к зрителю одной и той же стороной, сохраняя иллюзию объёма.   • 4D съёмка — студийная съёмка с использованием набора специальных камер, захватывающих объект в движении. В результате съёмки получается реалистичная анимированная 3D-модель, готовая для интеграции в AR-среду.
7. Расширенный функционал — механика, которая позволяет добавить интерактив. Возможности: запуск анимации по нажатию, ведение диалога с персонажем, переход на сторонние веб-ресурсы и т.д.
8. Мультиплеер — режим совместной деятельности нескольких устройств. Используется в играх, квестах, массовых презентаций и совместной работы дизайнеров и инженеров.
9. Web AR — просмотр AR-контента в интернет пространстве. Существует два вида:   • Просмотр в браузере   • Загрузка приложения напрямую на устройство

## Развитие технологии дополненной реальности
- Распознавание объектов в реальном времени. Используется совмещение технологий AR и ML для помощи слабовидящим и слепым людям. При наведении смартфона на объект, приложение определяет его и воспроизводит название в звуке.
- 6D ai-окклюзия. Технология построения сетки окружающего пространства, в которой работают не только плоскости, но и глубинная карта окружения, благодаря которой объекты в дополненной реальности могут вести себя относительно положения реальных объектов.
- Реалистичное 3D-сканирование.

## Проблемы в развитии дополненной реальности
«Как и у любой технологии, у AR и VR есть обратная сторона: пока их довольно тяжело использовать. От ношения AR-очков за целый день очень устают глаза, особенно это было заметно в ранних версиях устройств; кроме того человеку поступает значительно больше информации. Но в будущем люди к этому адаптируются — параллельно с развитием технологий», — говорит футуролог Роберт Скоубл. Другая проблема современной дополненной реальности — неудобство в использовании AR-очков из-за их громоздкого размера, а также высокая цена таких устройств. Очки же для широкой аудитории, которые дешевле и больше распространены (например, Google Glass) — маломощны, поэтому не могут выполнять множество функций. Подробнее с этим можно ознакомиться в данной статье .